# Gdulka
Een gdulka of gadoelka (Bulgaars: Гъдулка) is een Bulgaarse knieviool. Drie snaren worden als melodiesnaar gebruikt; de overige 10 zijn resonantiesnaren en worden in de toonladder(s) gestemd. Een gdulka heeft hierdoor een ingebouwde nagalm. De gdulka wordt doorgaans als melodie-instrument in Bulgaarse volksmuziek toegepast.
In tegenstelling tot een viool worden de snaren niet tegen de toets gedrukt om de snaar te verkorten (en dus een hogere toon te krijgen), maar worden de nagels tegen de snaar gedrukt.
Op de kam liggen de drie melodiesnaren A, E, a terwijl de resonantiesnaren b, cis, d, e, fis, g, gis, a, b', cis' daaronder door gaatjes in die kam lopen. De kam rust aan een kant op het bovenblad, aan de andere kant via een houten steun, vergelijkbaar met een stapel in een viool, op het achterblad.
De stemming van het instrument maakt dat vooral in toonsoorten met kruisen gespeeld zal worden: D, A en E grote terts, b, fis en cis kleine terts plus een aantal zigeunertoonladders.
De strijkstok is wat primitiever dan bij de moderne strijkinstrumenten en wordt onderhands vastgehouden.

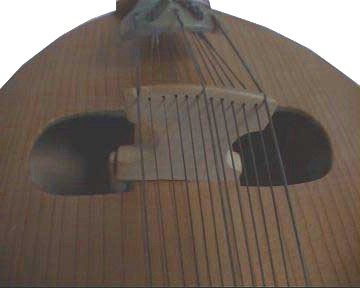
Gdulkakam
3 speelsnaren bovenop en 10 resonantiesnaren erdoorheen